# Dolne Miasto

Dolne Miasto na mapie Śródmieścia

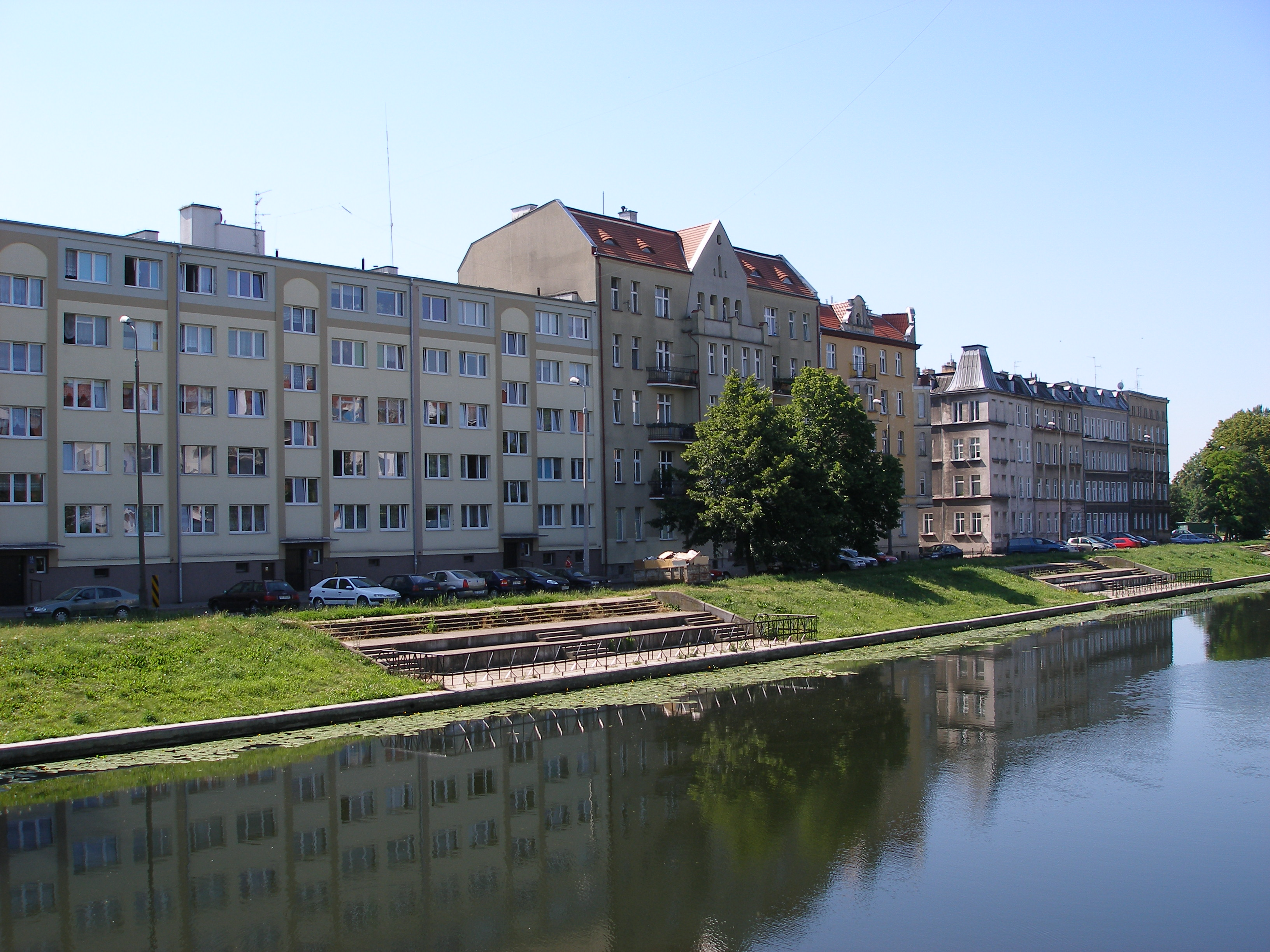
Zabudowa nad Nową Motławą

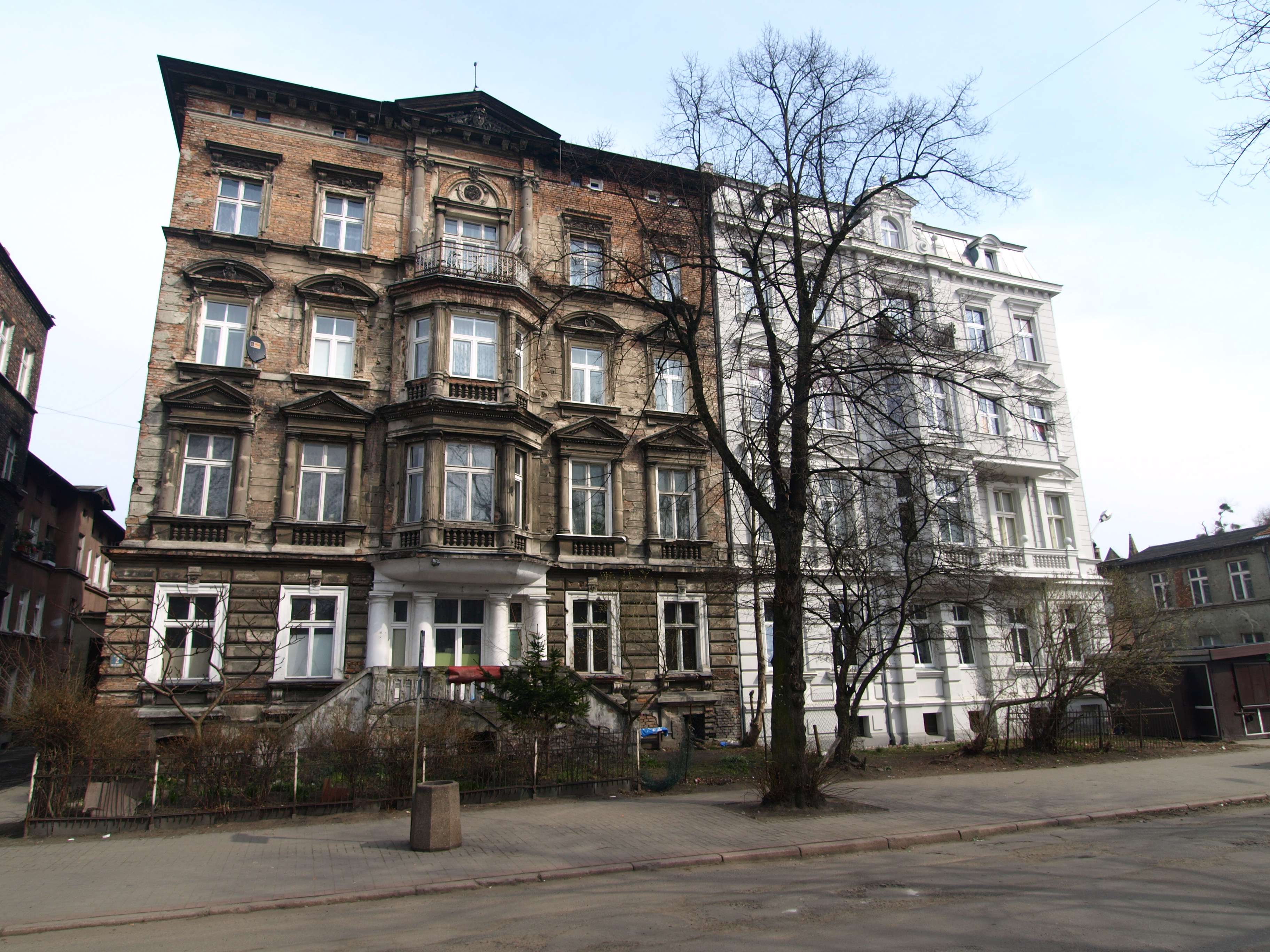
Kamienice Dolnego Miasta

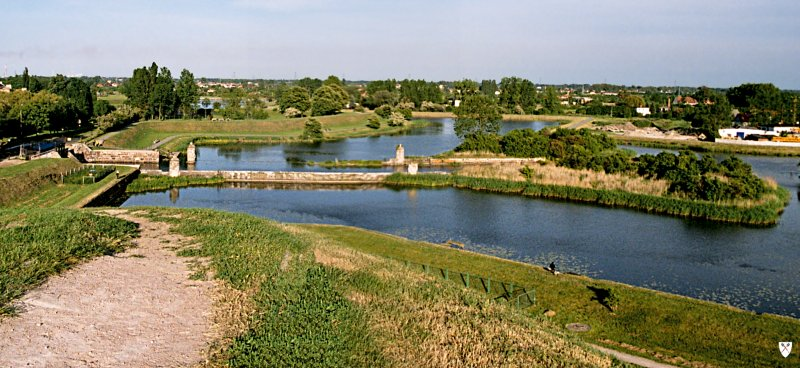
Opływ Motławy i Śluza Kamienna, na granicy ze Starym Przedmieściem

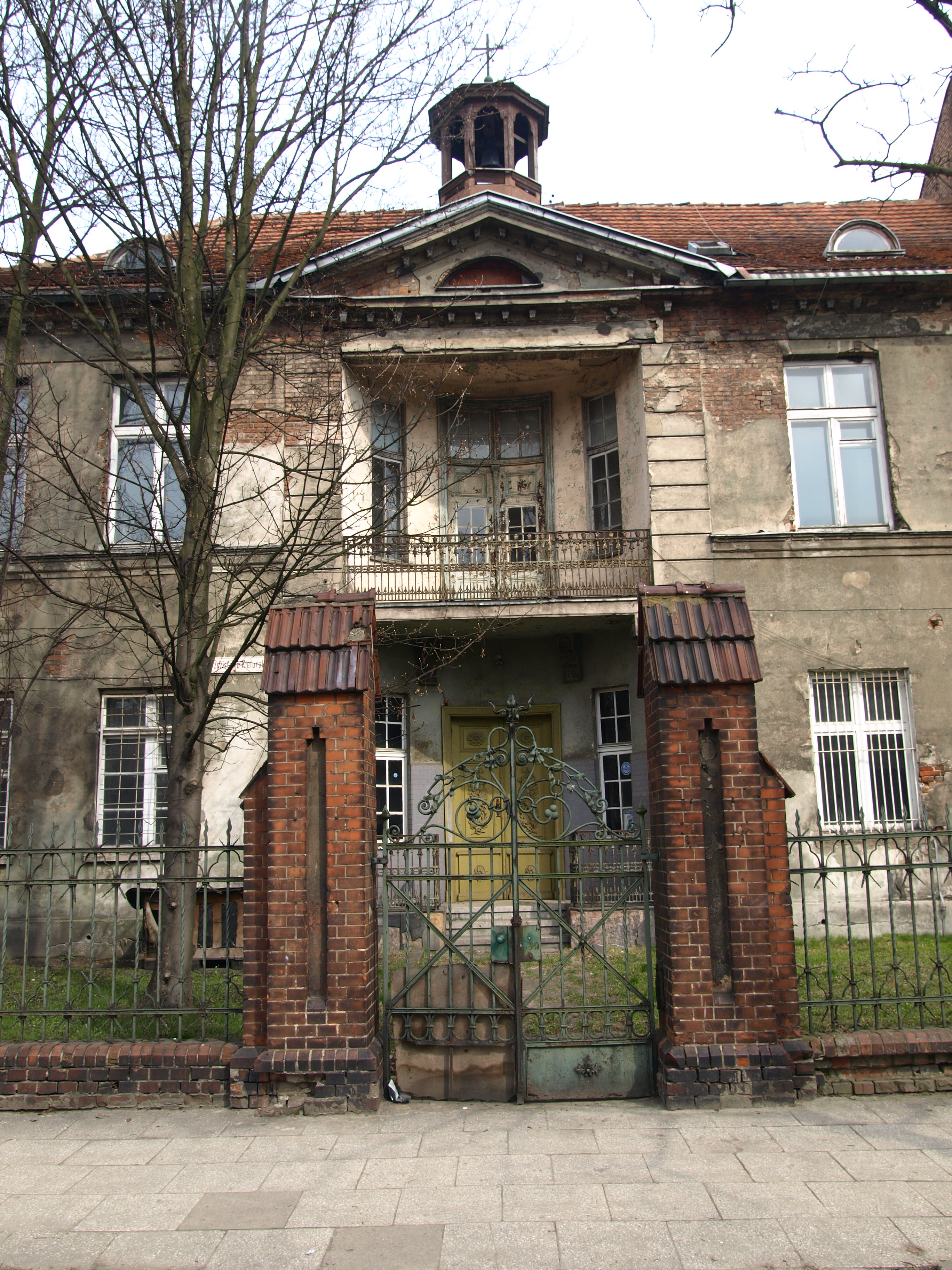
Dwór 1800 r.

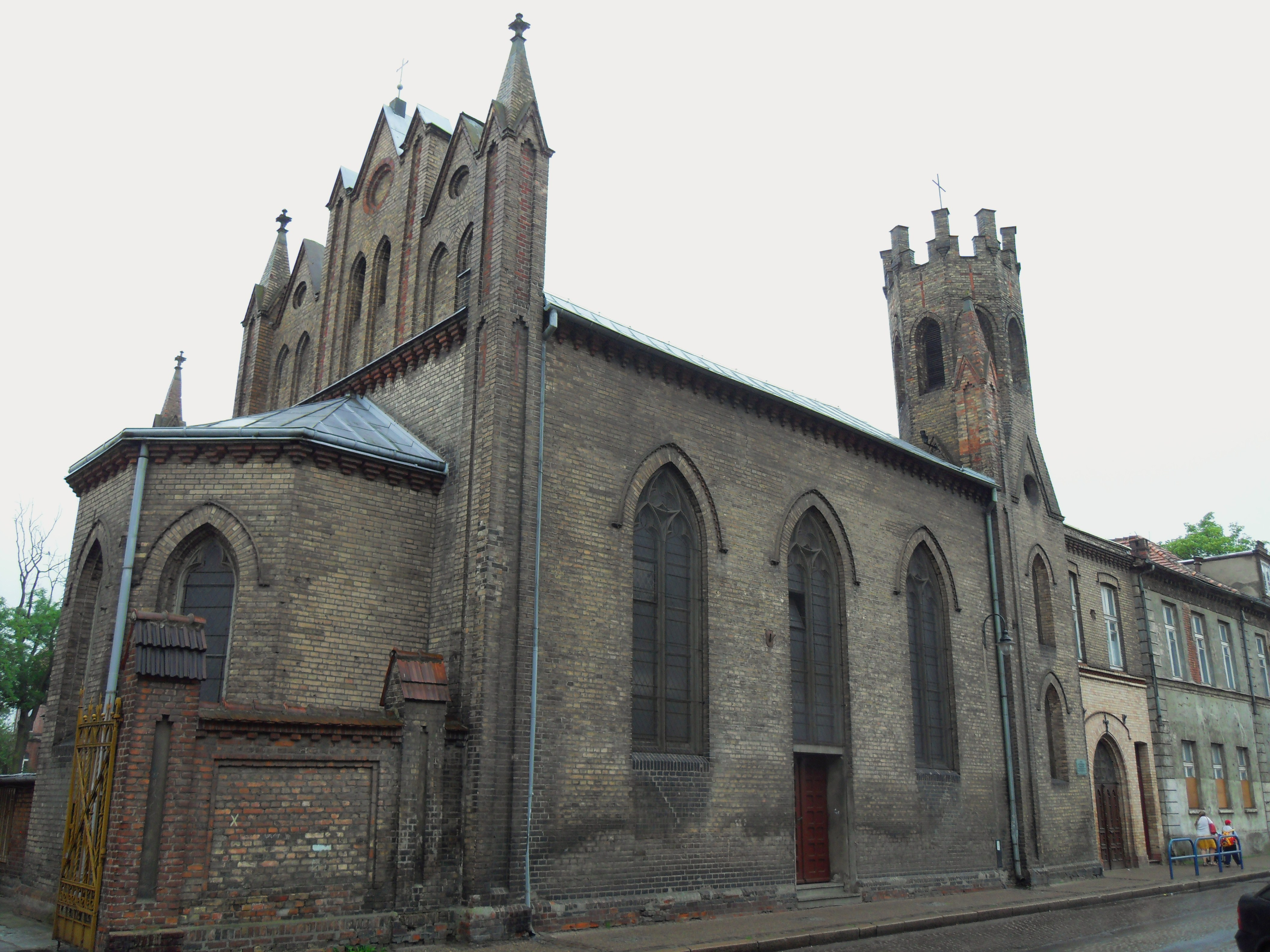
Kościół Niepokalanego Poczęcia NMP

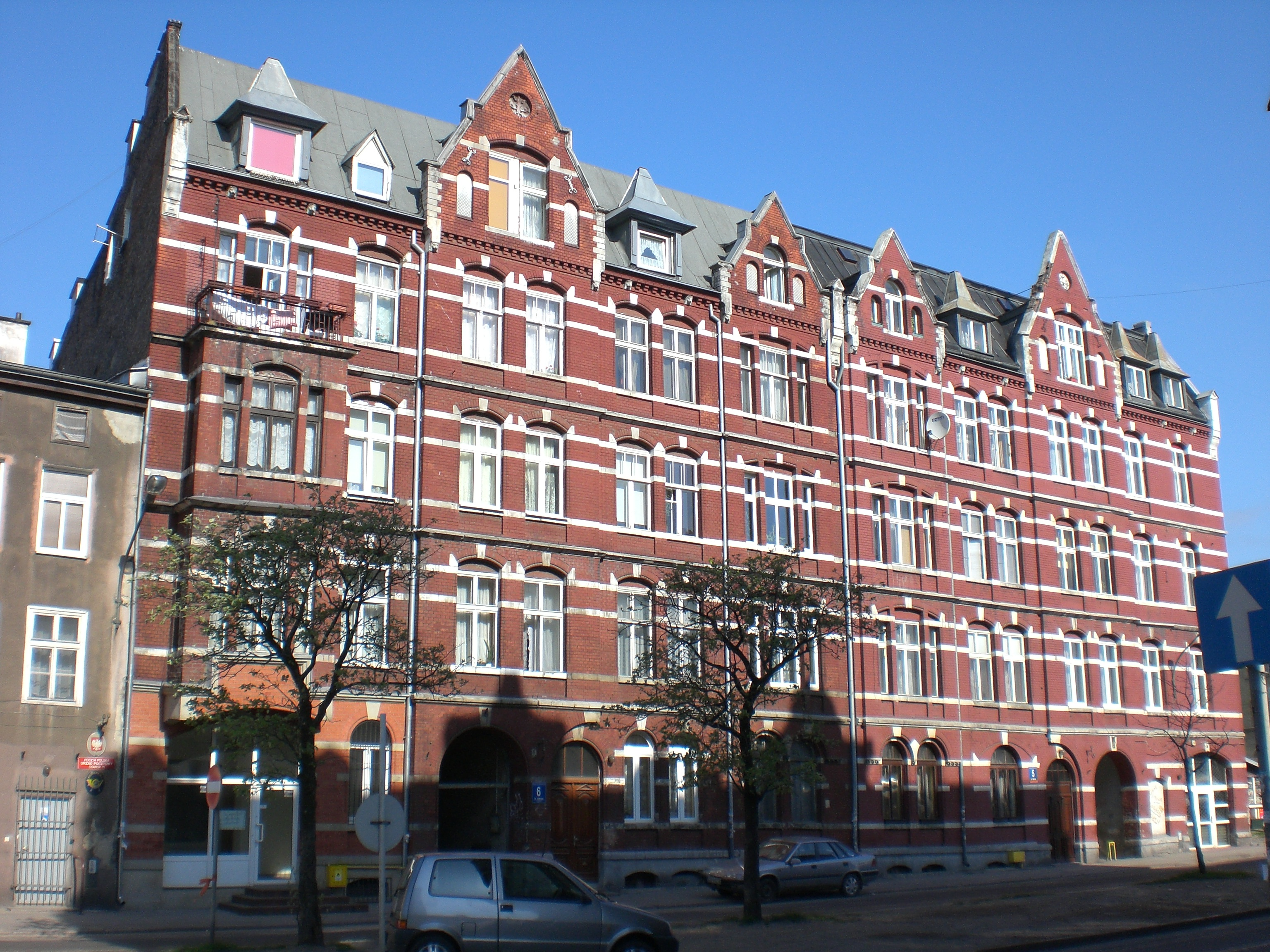
Zabudowa ul. Łąkowej

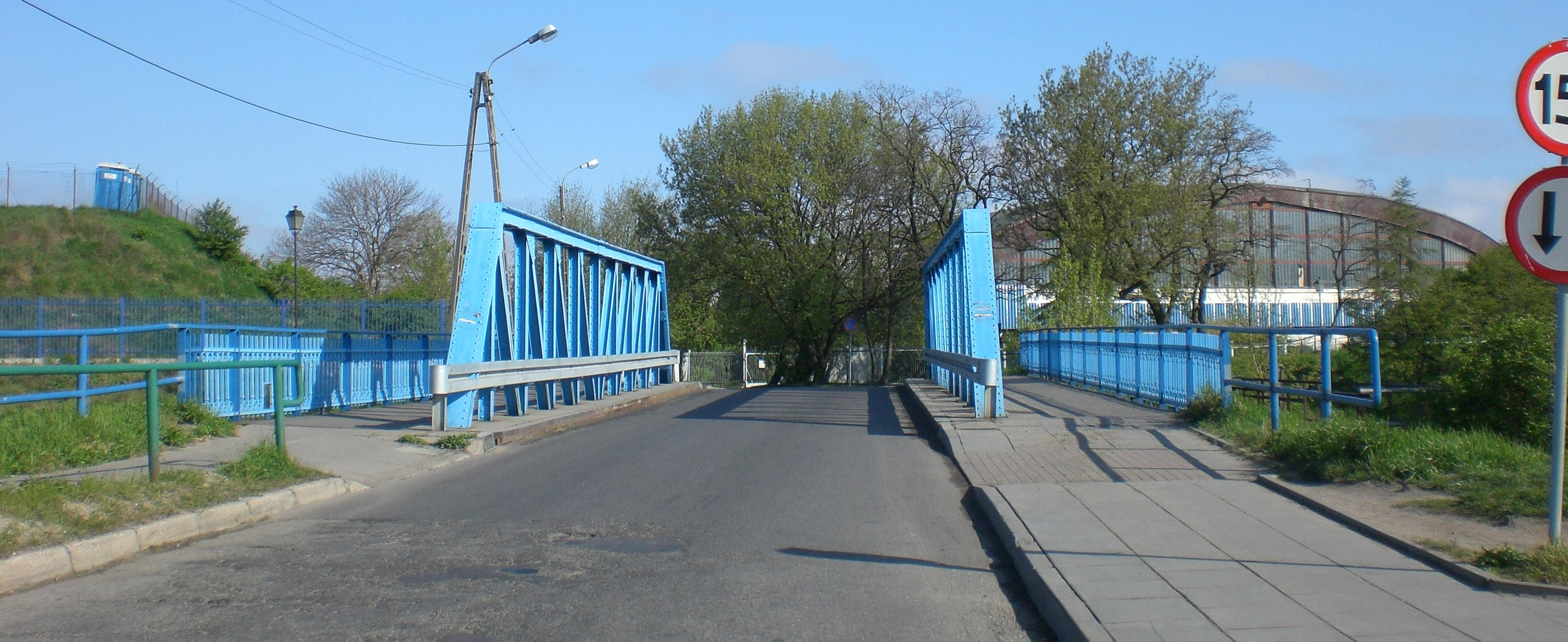
Jedyna pozostałość kolei wąskotorowej – most nad Opływem Motławy

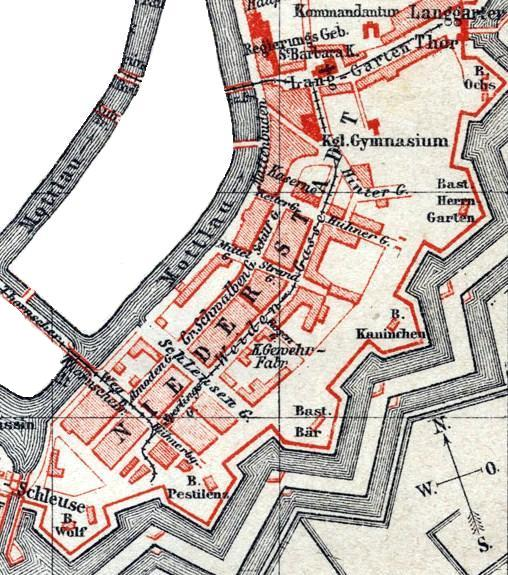
Plan Dolnego Miasta z 1885 r.

Dolne Miasto (niem. Niederstadt) – część miasta Gdańsk położona w dzielnicy Śródmieście, na wschodnim brzegu Motławy.

## Położenie
Dolne Miasto jest położone w południowo-wschodniej części dzielnicy Śródmieście. Od północy poprzez Podwale Przedmiejskie graniczy z Długimi Ogrodami, od wschodu z Rudnem, od południa poprzez Opływ Motławy z osiedlem administracyjnym Olszynka, od zachodu przez Nową Motławę ze Starym Przedmieściem i Wyspą Spichrzów.

## Historia
Na terenie Dolnego Miasta znajdowały się lasy łęgowe, a w XIV wieku błota. W XIV wieku teren był patrymonium Głównego Miasta.
Dolne Miasto powstało w XVII w. na tzw. Świńskich Łąkach, które od 1346 roku należały do gdańskich rzeźników. Teren dzisiejszej dzielnicy uzyskał swój ostateczny kształt pomiędzy rokiem 1576 a 1638. W roku 1576 przekopano koryto rzeki Nowej Motławy, a w 1638 roku zakończono wznoszenie fortyfikacji miejskich. Zbudowane w latach 1623–1638 wg projektu Korneliusza van den Boscha, ziemnowodne fortyfikacje bastionowe typu holenderskiego, przetrwały w dużej części jako bastiony: Wilk, Wyskok, Miś, Królik i Ogrodowy. Obecnie stanowią bardzo urokliwą, parkową część Dolnego Miasta.
Dolne Miasto zostało przyłączone w granice administracyjne miasta w XVII wieku.
Układ kanałów powstał wg planów sporządzonych w 1650 roku przez Georga Telliora, które zakładały osuszenie nisko położonego terenu poprzez wykopanie 4 kanałów poprzecznych i 3 równoległych do Nowej Motławy. Realizacja przedsięwzięcia nastąpiła w latach 1687–1700. Dostęp do polderów zapewniono dzięki budowie pomiędzy groblami kilkudziesięciu mostków. W miarę osuszania gruntów, zbyteczne kanały sukcesywnie zasypywano. Do roku 1843 zasypano większość kanałów, obsadzając je dwoma rzędami drzew. Najczęściej był to jarząb szwedzki, drzewo dobrze znoszące wysoki poziom wód gruntowych. Zasypywanie kanałów zakończono ostatecznie w 1871 roku po uruchomieniu w dzielnicy kanalizacji miejskiej. Zaprojektowany przez Telliora układ kanałów przekształcił się w istniejącą do dziś siatkę ulic. Zasiedlenie i zabudowa uzyskanego obszaru następowała od 1638 roku etapami wyznaczanymi przez kolejne wojny. Na osuszonych terenach chronionych przez miejskie fortyfikacje osiedlali się głównie mieszkańcy spalonych przedmieść. Wyjątek stanowił kwartał pomiędzy obecnymi ulicami Śluza (Kieturakisa), Łąkowa, Reduta Miś i nieistniejącą już Rosen Gasse, który w XVIII wieku zajmowała letnia rezydencja rodziny Uphagenów. Do dziś zachował się z tych czasów, wzniesiony około 1800 roku klasycystyczny dwór stojący przy skrzyżowaniu ulic Kieturakisa i Łąkowej.
Część terenu dzielnicy zajmowały podmokłe łąki, które były wykorzystywane jako pastwiska. Charakter tego obszaru przed jego zagospodarowaniem zapisano w nazwach ulic: Wierzbowa, Polna, Szuwary i Łąkowa.
W kwietniu 1829 miała miejsce jedna z największych powodzi w historii Gdańska. Wisła zalała Dolne Miasto na parę stóp wysokości.
Na przełomie XIX i XX wieku w dzielnicy, głównie wzdłuż ulicy Łąkowej, powstało wiele nowych kamienic o bogatym wystroju architektonicznym elewacji i wyposażeniu wnętrz w modnych wówczas stylach eklektycznym i secesyjnym.
W 1880 roku uruchomiono tramwaj konny, a w 1885 roku, przy dzisiejszej ul. Radnej powstała zajezdnia tramwajów konnych. W latach 1895–1896 linia została zelektryfikowana. Drugą trasę tramwaju poprowadzono przez ul. Toruńską i ul. Żabi Kruk do Targu Rybnego.
Około połowy XIX wieku zamożny kupiec J.G. Kuhn nabył, z przeznaczeniem na potrzeby powstającego wówczas przy ul. Kieturakisa katolickiego szpitala, posiadłość Uphagenów. Opiekę nad chorymi sprawowały tu Siostry Boromeuszki. Szpital rozbudowano w latach 70. W 1857 roku przy szpitalu wybudowano neogotycki kościółek, początkowo funkcjonujący jako kaplica przyszpitalna, obecnie pełniący funkcje kościoła parafialnego pw. Niepokalanego Poczęcia NMP.
W 1901 roku u zbiegu ulic Śluza i Jałmużniczej powstał neoromański budynek gimnazjum, a w roku 1905 u zbiegu ulic Śluza i Jaskółcza wybudowano w podobnym stylu architektonicznym – łaźnię miejską. Budynek gimnazjum pełni swoją funkcję do dziś, natomiast budynek dawnej łaźni został zaadaptowany na potrzeby Centrum Sztuki Współczesnej „Łaźnia”.
Dzielnica ma również w swojej historii epizod z budownictwem społecznym. W latach 1874–1876 powstały na południowym krańcu Dolnego Miasta, przy ul. Dobrej pierwsze domy Fundacji dr Georga Abegga. Pozostałością po fundacji są budynki przy ul. Zielonej, Wierzbowej i Polnej oraz zabudowa kolonijna na bastionie Królik. Zachowały one wyraźne stylowe cechy charakterystyczne dla przedwojennego budownictwa społecznego. Do dziś nazwa jednej z ulic (Fundacyjna) stanowi ślad tej interesującej historii. Osiedle domków robotniczych przy ul. Dobrej składało się z 10 „bliźniaków” (20 mieszkań). Do dzisiaj zachował się tylko jeden budynek.
Na zabudowę Dolnego Miasta składają się głównie XIX-wieczne kamienice i budynki przemysłowe oraz stosunkowo nieliczne peerelowskie bloki.
Na początku XX wieku częściowej rozbiórce uległy bastiony Wilk i Wyskok, a w znacznym stopniu zostały zniwelowane bastiony Królik i Miś.
8 maja 1925 roku został otwarty stadion sportowy Kampfbahn Niederstadt, z 400-metrową krytą bieżnią i trybuną na 1100 miejsc, przy ul. Elbląskiej (obecnie stadion im. Zbigniewa Podleckiego).
W 2014 rozpoczęła się rewitalizacja dzielnicy. Koszt jej realizacji wyniósł ponad 35 mln zł. Zakończenie rewitalizacji uwieńczone zostało posadowieniem przy ul. Wróblej wozu tramwajowego Konstal 105Na o numerze 1241, co nastąpiło w nocy z 3 na 4 września 2015.
W 2017 rozpoczęto realizację programu remontów kamienic na Dolnym Mieście, w ramach którego do 2020 wyremontowano 11 kamienic.
W 2018 ogłoszono przetargi na opracowanie dokumentacji projektowej na przebudowę i modernizację ulic Przyokopowej, Polnej, Wierzbowej, Chłodnej, Sempołowskiej i Królikarnia. Rewitalizacja ma również objąć teren historycznych bastionów św. Gertrudy, Żubr, częściowo Wyskok, Miś, Królik i Ogrodowego, który zostanie uporządkowany. Na największym Bastionie Żubr utworzony zostanie punkt widokowy. Przewiduje się również przebudowę promenady nadwodnej w pobliżu stadionu żużlowego, a także modernizację dróg rowerowych wzdłuż Opływu Motławy.
Również w 2018 miasto w ramach partnerstwa publiczno-prywatnego zawarło umowę z utworzoną przez firmy Doraco i BBI Development spółką Dolne Miasto, w ramach której na terenie dzielnicy dojdzie do rewitalizacji obszaru o pow. 11 ha (w tym dawnej zajezdni tramwajowej), a podmioty komercyjne w ciągu 5 lat oprócz mieszkań, biur i obiektów usługowych (o łącznej powierzchni zabudowy 3,7 ha) w ciągu pięciu lat zrealizują inwestycje publiczne o wartości 65 mln zł. Ponadto w 2019 miasto przekazało firmom Euro Styl i Inopa kilkanaście budynków i nieużytki, natomiast przedsiębiorstwa te zainwestują w rewitalizację dzielnicy środki o wartości 277 mln zł, w tym 40 mln zł na cele publiczne (budowę 2 km dróg, przedszkola dla 150 dzieci, kompleksu sportowego przy SP nr 65 na ul. Śluza, terenów rekreacyjnych, placu zabaw, rewaloryzację dawnego gimnazjum przy ul. Śluza 3, zagospodarowanie ponad 5,5 ha terenów zielonych). W ramach tego projektu przewidywana jest m.in. rewitalizacja zajezdni tramwajowej, Bastionów Wilk i Wyskok oraz terenów wzdłuż nabrzeża Nowej Motławy, gdzie powstanie ścieżka pieszo-rowerowa. Wartość celów publicznych, które zostaną zrealizowane w 17 lokalizacjach, wyceniona została na ponad 51,4 mln zł netto. Środki na ich realizację pochodzić będą głównie ze sprzedaży inwestorowi na cele komercyjne działek stanowiących własność miasta, o wartości 40,3 mln zł netto, oraz wypłaconej miastu premii w wysokości 3,2 mln zł. Inwestor będzie też partycypował w kosztach realizacji publicznych projektów w kwocie ponad 18,6 miliona zł netto; ogółem wkład finansowy GGI Dolne Miasto w cały projekt (bez kosztów budynków komercyjnych) wyniesie ponad 62,1 miliona zł netto. Dzięki formule PPP wszystkie środki ze sprzedaży gruntów zainwestowane zostaną na terenie Dolnego Miasta.

### Miasto Fabryk
Kolejny etap intensywnego rozwoju dzielnicy nastąpił w XIX wieku, gdy na Dolnym Mieście zaczęły powstawać liczne zakłady przemysłowe – m.in. rafineria cukru, olejarnia, odlewnia żeliwa, warsztaty artyleryjskie (późniejsza Fabryka Opakowań Blaszanych, czyli „blaszanka”). W 1856 roku powstaje Królewska Fabryka Karabinów, a do dzielnicy przylega nowe określenie: Miasto Fabryk (Fabrikstadt).
W 1893 roku, wzdłuż otaczających miasto od południa i wschodu bastionów, poprowadzono bocznicę kolejową obsługującą poszczególne zakłady.
16 sierpnia 1905 roku nastąpiło otwarcie, nieistniejącego obecnie dworca kolei wąskotorowej (Gdańsk Wąskotorowy) przy ul. Zawodników (pomiędzy ul. Elbląską i Opływem Motławy).
W latach 20. przy ulicy Łąkowej powstał modernistyczny budynek fabryki tytoniu, według projektu Wilhelma Köstera i Adolpha Bielefeldta. Mieścił się tutaj Danziger Tabak Monopol (Gdański Monopol Tytoniowy) – przedsiębiorstwo skupiające cały przemysł tytoniowy Wolnego Miasta Gdańska. Fabryka, oddana do użytku w 1928 roku, bez szwanku przeszła II wojnę światową, a po 1945 zlokalizowano tutaj Gdański Zakład Futrzarski. W latach 90. obiekt niszczał, od 1995 – odrestaurowany – jest siedzibą firmy LPP., lecz z inicjatywy mieszkańców i prywatnych inwestorów przywrócono mu dawną świetność, a tradycja tekstylna jest tutaj kontynuowana.
W początku 2021 oddano do użytku pierwszy biurowiec z kompleksu LPP Fashion Lab., który zajął część pustej nieruchomości między wieloletnią siedzibą LPP a dawną Fabryką Karabinów i odtworzył przedwojenną pierzeję ulicy Łąkowej. Utrzymany w klimacie industrialnym budynek wyróżnia betonowa elewacja, duże, przestronne okna i wygięte dachy.
Po II wojnie światowej stan budynku kościoła znacząco pogarszał się i budynek wymagał remontu. Ponadto brakowało pomieszczeń dla prowadzenia działalności biura parafialnego i katechetycznej. W latach 1976–1978 miała miejsce rozbudowa i prace remontowe.

## Zabytki[20]i obiekty historyczne
- Nowożytne fortyfikacje bastionowe: Królik, Miś i najlepiej zachowane: Wilk, Wyskok
- Śluza Kamienna, zbudowana w latach 1619–1623 i młyn przy śluzie, ul. Grodza Kamienna
- Dwór (obecnie szpital) z 1800 r., ul. Kieturakisa 1
- Dom szachulcowy z 1800 r., ul. Reduta Wyskok 2
- Kościół Niepokalanego Poczęcia Najświętszej Maryi Panny (powstały jako kaplica założonego w 1853 r. katolickiego szpitala[21]), ul. Łąkowa 34a
- Dawna fabryka karabinów (założona w XIX w.) – Królewska Fabryka Karabinów, Königliche Gewehr-Fabrik, ul. Łąkowa 35-38[22]
- Kamienica z 1880 r., ul. Łąkowa 34
- Dom z 1889 r., ul. Śluza 2
- Zespół dawnej łaźni miejskiej z 1905 r.: budynek łaźni, dom palacza, ogrodzenie z bramą (murowano-metalowe), ul. Jaskółcza 1/3, ul. Jaskółcza 4a
- Siedziba Gdańskiego Monopolu Tytoniowego (Danziger Tabak Monopol), ul. Łąkowa 39/40[23]